# Heidrun
Heidrun je mistična koza u nordijskoj mitologiji. Živi na krovu dvorca Valhale, koji je sagrađen od štitova .Jede lišće drva Lerad, tj. Yggdrasila i proizvodi medovinu koju piju ratnici iz dvorca.